# جايسون تشن (مغني)
جايسون تشن (بالصينية: 陳以桐) هو مغني صيني، ولد في 12 نوفمبر 1988 في بوسطن في الولايات المتحدة.

## وصلات خارجية
- جايسون تشن على موقع ميوزك برينز (الإنجليزية)
- جايسون تشن على موقع ديسكوغز (الإنجليزية)